# 以弗所考古博物馆

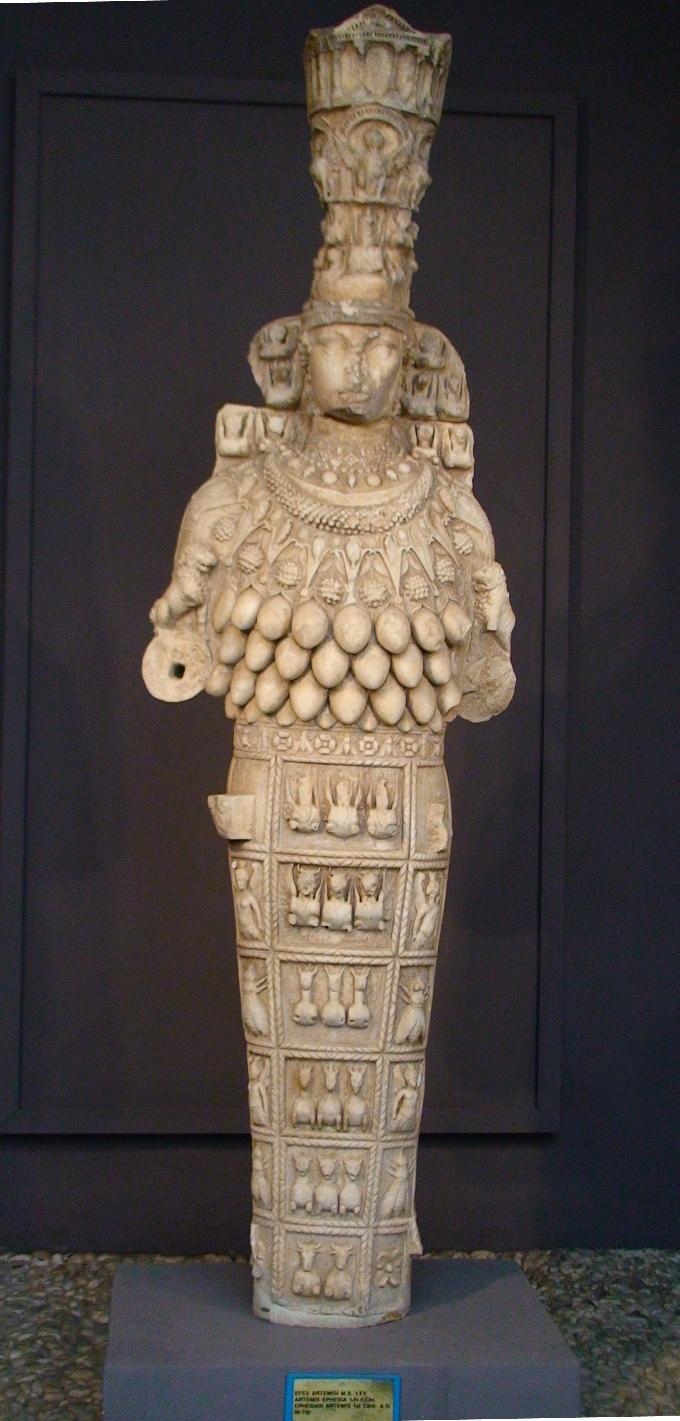
阿耳忒弥斯

以弗所考古博物馆（土耳其語：Efes Müzesi，Ephesus Archaeological Museum）是土耳其伊兹密尔省塞尔丘克的一个考古博物馆，收藏以弗所遗址的考古发现。其最著名的展品是来自以弗所亚底米神庙的阿耳忒弥斯雕像。

## 历史
该博物馆在2012年底关闭大修，2014年11月重新开放。
维也纳的以弗所博物馆也收藏有大量的以弗所文物。